# Ex-Hacienda de Jaltepec
Ex-Hacienda de Jaltepec är en ort i Mexiko.   Den ligger i kommunen Chietla och delstaten Puebla, i den sydöstra delen av landet, 120 km sydost om huvudstaden Mexico City. Ex-Hacienda de Jaltepec ligger 1 128 meter över havet och antalet invånare är 134.
Terrängen runt Ex-Hacienda de Jaltepec är kuperad söderut, men norrut är den platt. Runt Ex-Hacienda de Jaltepec är det ganska glesbefolkat, med 28 invånare per kvadratkilometer. Närmaste större samhälle är Izúcar de Matamoros, 14,7 km nordost om Ex-Hacienda de Jaltepec. I omgivningarna runt Ex-Hacienda de Jaltepec växer huvudsakligen savannskog.